# Euborlasia maxima
Euborlasia maxima är en djurart som tillhör fylumet slemmaskar, och som beskrevs av Ernest F. Coe 1905. Euborlasia maxima ingår i släktet Euborlasia och familjen Lineidae. Inga underarter finns listade i Catalogue of Life.